# Svansbitning

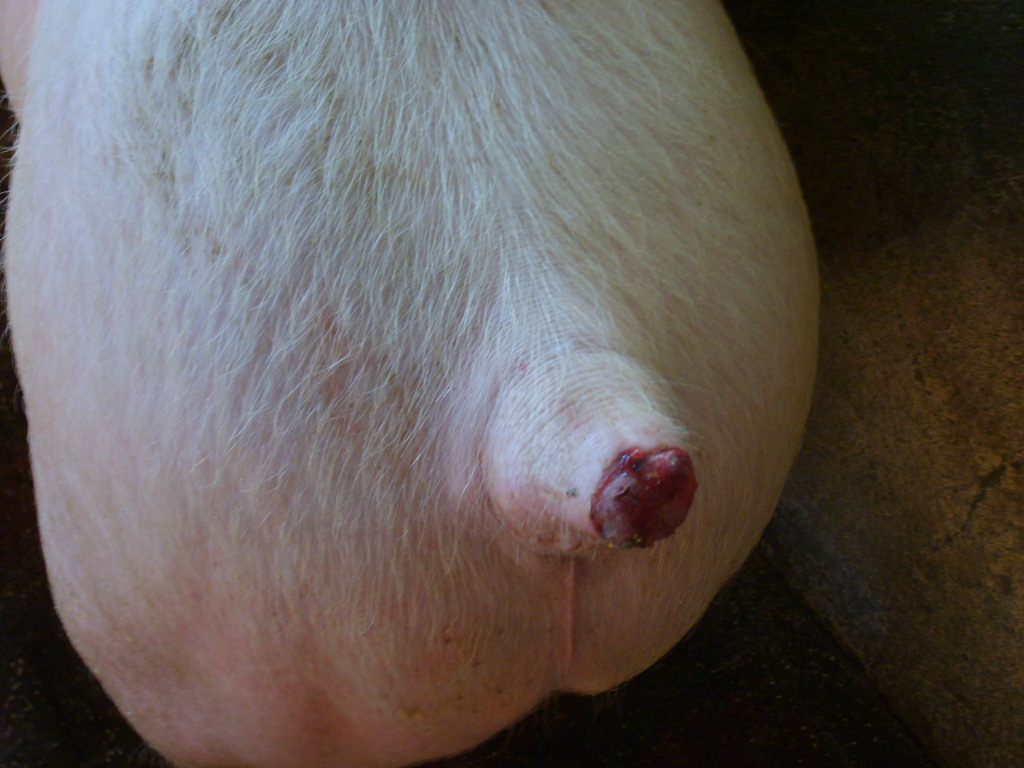
Gris med avbiten svans.

Svansbitning är en beteendestörning hos grisar som kan betraktas som ett djurskyddsproblem. Svansbitning innebär att en gris biter av hela eller delar av svansen på en annan individ. Det antas ofta bero på stress, till exempel genom att för många grisar hålls på för liten yta och brist på stimulans och brist på möjligheter att utöva ett naturligt beteende. Svansbitning kan orsaka ekonomiska förluster genom att det klassas som en sjuklig förändring på slaktkroppen vid slakt. Svansbitning kan leda till inflammation och det kan vara en orsak till lägre tillväxt för drabbade grisar. 
Svansbitning anses påverka välfärden hos både den bitna grisen och den gris som biter negativt. Hos den gris som blir biten kan välfärden reduceras genom att smärta eller nedsatt hälsotillstånd och hos den gris som biter anses välfärden vara påverkad eftersom själva svansbitningsbeteendet uppkommer eftersom grisen inte får utlopp för sina naturliga beteenden.  
Försök att hantera problemet görs i vissa länder genom kupering, men den åtgärden förebygger inte de utlösande orsakerna. I andra länder är kupering av grisarnas svansar förbjudet, däribland i Sverige. Försök att förebygga problemet sker då istället genom exempelvis miljöberikning. I Sverige är det vanligt att man ger grisarna tillgång till halm, som de kan undersöka och leka med vilket minskar uppkomsten av svansbitningsbeteende.